# Keith Stone
Keith Stone (Deerfield Beach, Florida, 25 de agosto de 1997) es un baloncestista estadounidense que pertenece a la plantilla del Club Baloncesto San Pablo Burgos de la Primera FEB. Con 2,03 metros de estatura, juega en la posición de alero.

## Trayectoria deportiva
Es un alero formado en el Zion Lutheran High School de su ciudad hasta 2016, cuando ingresó en la Universidad de Florida en Gainesville, Florida, donde jugaría durante cuatro temporadas la NCAA con los Florida Gators, desde 2016 a 2019.
En 2019, ingresa en la Universidad de Miami, situada en Coral Gables, en el estado de Florida, donde jugaría durante una temporada la NCAA con los Miami Hurricanes.
En la temporada 2021-22, firma por el Club Atlético Obras Sanitarias de la Nación de la Liga Nacional de Básquet, con el que promedió 13,3 puntos y 5 ,4 rebotes de media en la liga nacional y también 15,3 puntos y 5,8 rebotes promedio en la Basketball Champions League de América.
En la temporada 2022-23, firma por el Elitzur Shomron Passed, de la segunda división de Israel.
En la temporada 2023-24, firma por el Kocaeli BSB Kagitspor de la segunda división de Turquía, donde promedia 16,3 puntos, con un 30, 8 % de acierto exterior, 8,7 rebotes y 2,1 asistencias para 19 5 créditos de valoración de media por encuentro.
El 27 de agosto de 2024, firma por el Club Baloncesto San Pablo Burgos de la Primera FEB.